# Trajekt Lauenburg–Hohnstorf

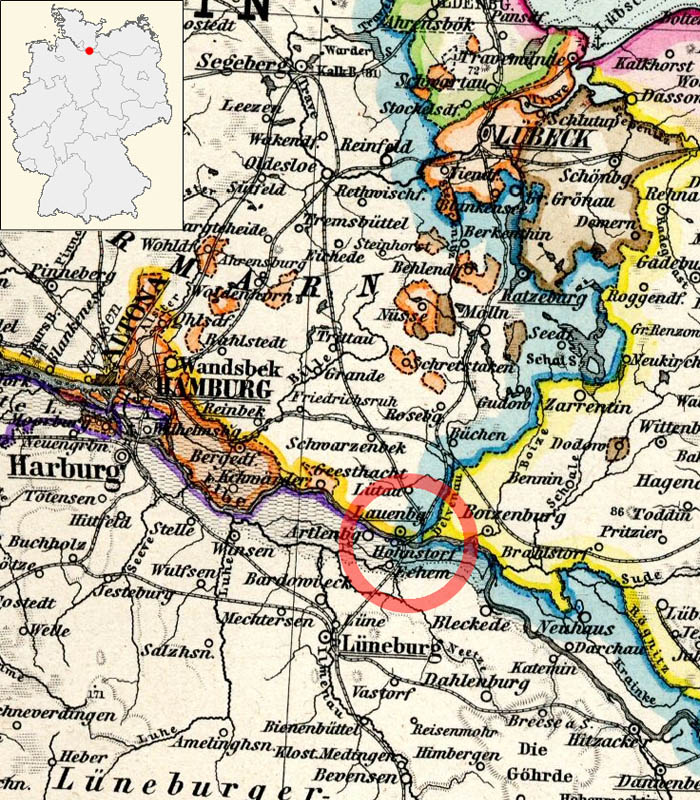
Eisenbahnverbindung über die Elbe zwischen Lauenburg und Hohnstorf (1891).

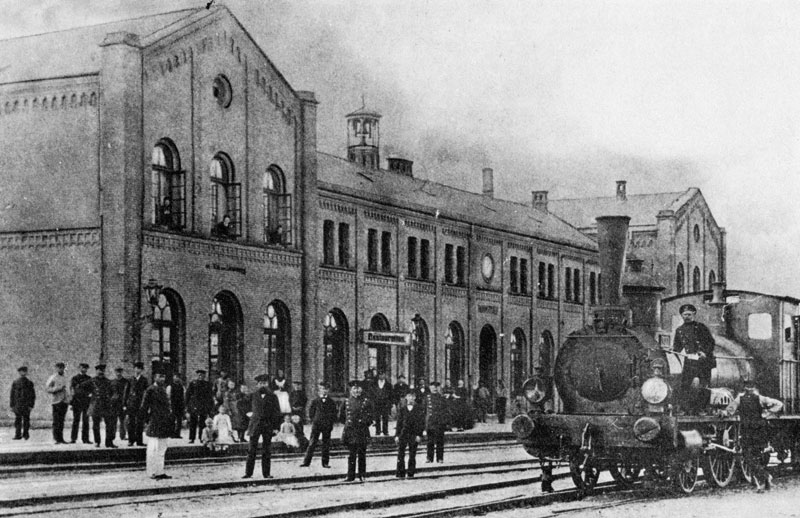
Bahnhof Hohnstorf (1864–1878)

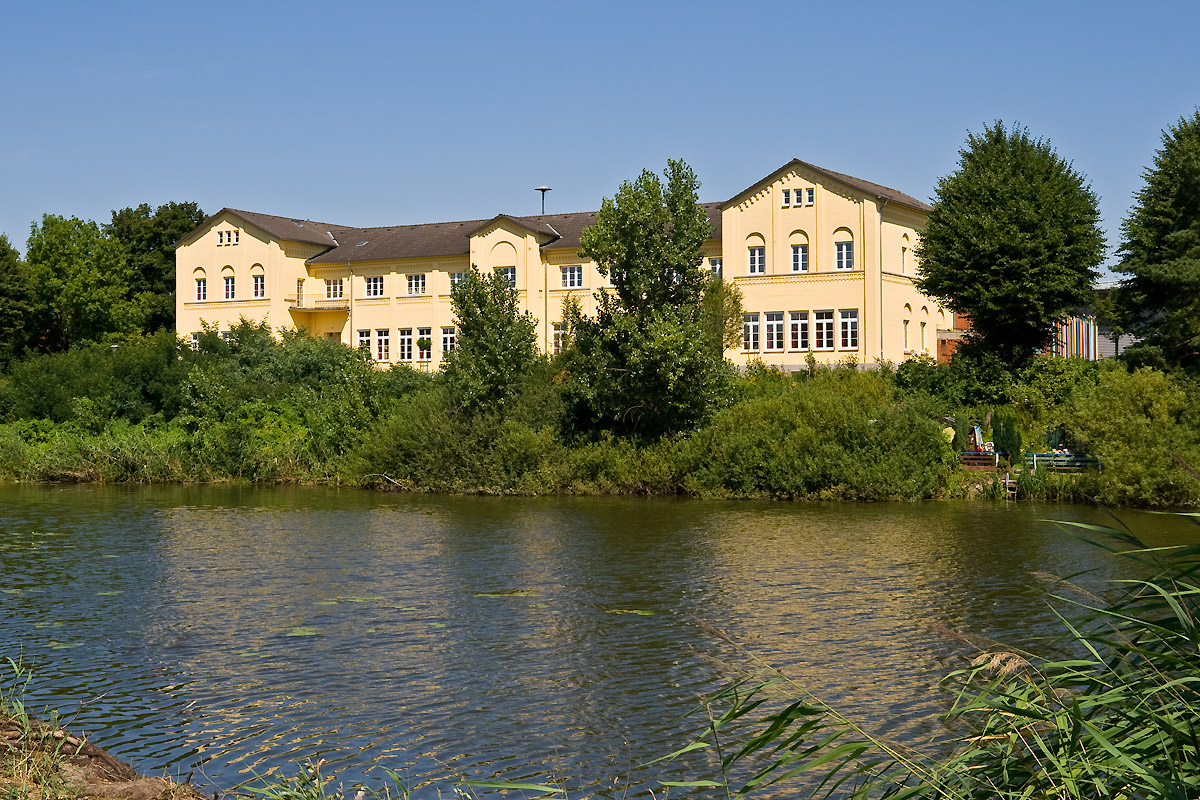
Bahnhof Hohnstorf (heute)

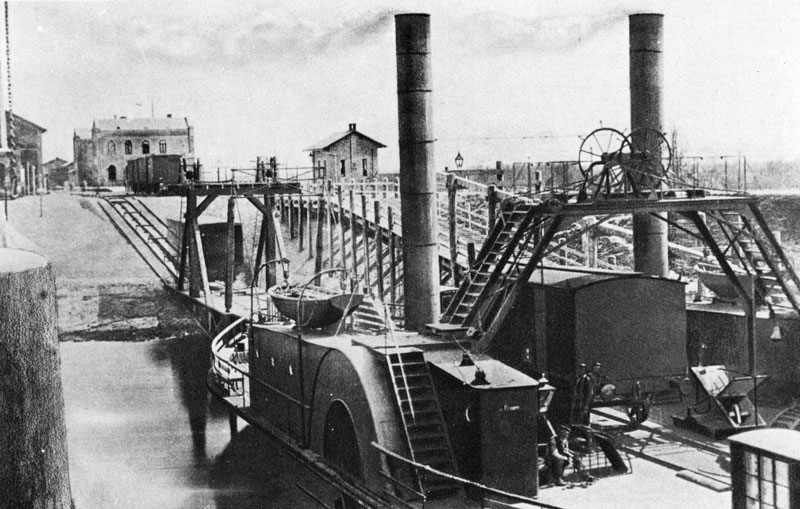
Trajekt

Das Traject Lauenburg-Hohnstorf (Lauenburg-Hohnstorfer Elb-Traject-Anstalt) war eine Eisenbahnfährverbindung (Trajekt) über die Elbe zwischen dem linkselbischen Hohnstorf im damaligen Königreich Hannover (ab 1866 Preußische Provinz Hannover) und Lauenburg mit dem damals mit Dänemark in Personalunion verbundenen gleichnamigen Herzogtum Lauenburg rechts der Elbe. Das Trajekt verband vom 15. März 1864 bis zum 1. November 1878 die Bahnstrecke Lübeck–Lauenburg mit der Strecke Lüneburg–Hohnstorf. Beides sind Abschnitte der 1878 mit dem Brückenbau zusammengewachsenen Bahnstrecke Lübeck–Lüneburg.

## Vorgeschichte
Eine durchgehende Eisenbahnverbindung von Hannover an die Ostsee war schon in der Anfangszeit des Eisenbahnbaus in Deutschland angedacht. Sie wurde in unverbindlicher Form in den Staatsvertrag vom 27. Juni 1847 zwischen Dänemark und Lübeck zum Eisenbahnbau im Herzogtum Lauenburg aufgenommen. Das Interesse daran stieg mit zunehmendem Verkehr zwischen Nord- und Mitteldeutschland. Die Aufteilung Deutschlands in viele eigenständige Kleinstaaten und die Unverbindlichkeit, mit der die Verbindung in den Staatsvertrag aufgenommen worden war, verzögerten die Umsetzung aber.
Ursprünglich sollte eine Brücke gebaut werden, die zu je einem Drittel von den Königreichen Hannover und Dänemark und einer noch zu gründenden Aktiengesellschaft finanziert werden sollte. Die Verhandlungen über die Elbbrücke zwischen Hannover, Dänemark, Lübeck und den beteiligten Eisenbahngesellschaften, an denen wiederum weitere Staaten beteiligt waren, dauerten über zehn Jahre. In dieser Zeit rückte eine Brücke zugunsten einer Fährverbindung immer mehr in den Hintergrund. Neben finanziellen spielten auch politische und militärische Gründe eine Rolle. Die Elbe wurde von den Teilstaaten als natürlicher Schutz im Falle eines Krieges angesehen.
Anfang Dezember 1860 beschlossen die Hannoversche Generaldirection der Eisenbahnen und Telegraphen und die Direktionen der Berlin-Hamburger Eisenbahn-Gesellschaft und Lübeck-Büchener Eisenbahn die Gründung einer gemeinsamen Trajektanstalt. Die letzten Genehmigungen lagen im August 1862 vor und im selben Jahr wurden die Bauarbeiten begonnen.
Die Anlagen an den Elbufern waren im Oktober 1863 fertiggestellt. Die Fertigstellung und Überführung des Fährschiffes von Magdeburg nach Lauenburg verzögerte sich, so dass ein Probebetrieb erst im Januar 1864 möglich war. Am 15. März 1864 nahm das Lauenburg-Hohnstorfer Trajekt der Elb-Traject-Anstalt offiziell den Betrieb auf.

## Beteiligte Eisenbahngesellschaften
An der Trajektanstalt waren drei Eisenbahngesellschaften beteiligt. Federführend mit einer Beteiligung von 50 Prozent waren die Königlich Hannöverschen Staatseisenbahnen. Die Lübeck-Büchener Eisenbahn hielt eine Beteiligung von 37½ Prozent, die Berlin-Hamburg Eisenbahn-Gesellschaft die verbliebenen 12½ Prozent.
Die Hannoversche und Lübeck-Büchener Eisenbahn verfolgten mit der Verbindung über die Elbe das wirtschaftliche Interesse, das Königreich Hannover über Lübeck mit dem Ostseeraum zu verbinden. Dänemark hatte 1857 den Sundzoll abgeschafft und den Lauenburger Transitzoll gesenkt. Dadurch wurde der Handel über die Ostsee für das Königreich Hannover wirtschaftlich besonders interessant.
Die Berlin-Hamburger Eisenbahn betrieb die Stichbahn Büchen-Lauenburg, hatte aber kein eigenes Interesse an der Elbquerung. Sie musste sich die Beteiligung auf Bestreben von Hamburg und Mecklenburg, beides Anteilseigner an der Eisenbahngesellschaft, von ihrer Generalversammlung genehmigen lassen. Hamburg wollte eine Verkehrsverbindung, die ihre Stadt umging, verhindern und Mecklenburg befürchtete wirtschaftliche Nachteile für die Berlin-Hamburger Bahn und geringere Zolleinnahmen.

## Bahnstrecken
Die Bahnstrecke Büchen–Lauenburg der Berlin-Hamburger Eisenbahn-Gesellschaft wurde am 15. Oktober 1851 in voller Länge von 12,3 Kilometern eröffnet. Sie zweigte in Büchen von der Bahnstrecke Berlin–Hamburg ab. Die Berlin-Hamburger Eisenbahn hatte sich verpflichtet, die Bahn Büchen–Lauenburg zu bauen und zu betreiben, damit sie die Strecke Berlin–Hamburg über Schwarzenbek führen durfte. Auf diese Verpflichtung geht das Lauenburger Privileg zurück.
An die Stichbahn der Berlin-Hamburger Eisenbahn schloss sich in Büchen die einen Tag später eröffnete 47,2 Kilometer lange Strecke bis Lübeck der Lübeck-Büchener Eisenbahn an. 
Die 15,9 Kilometer lange Zweigbahn Lüneburg-Uferladestelle Hohnstorf der Hannoverschen Staatseisenbahn wurde als letzte Bahnstrecke 13 Jahre später am 15. März 1864 zeitgleich mit dem Trajekt in Betrieb genommen. Sie zweigte in Lüneburg von der 1847 eröffneten Bahnstrecke Hannover–Harburg ab.

## Fährschiffe
Die Darstellung der eingesetzten Fährschiffe ist widersprüchlich. Eine zeitgenössische Beschreibung aus dem Jahre 1866 berichtet von zwei Dampffähren unterschiedlicher Größe. In der Zeitschrift des Vereins für Lübeckische Geschichte und Alterthumskunde aus dem Jahre 1888 wird erst 1868 als Anschaffungsjahr für das zweite Fährschiff genannt.
Eine auf den Jahresberichten der Lübeck-Büchener Eisenbahn basierende Veröffentlichung nennt als Bauwerft für die erste Fähre, Baujahr 1863, die Maschinenbauanstalt der Hamburg-Magdeburger Dampfschiffahrts-Gesellschaft und für die zweite Fähre das Baujahr 1867 und eine Inbetriebnahme 1868 sowie die Reiherstieg Schiffswerft & Maschinenfabrik. Beide Schiffe sollen gleichzeitig eingesetzt worden sein.
In einer Selbstdarstellung der Bundesbahndirektion Hamburg anlässlich ihres 100-jährigen Bestehens im Jahr 1984 werden zwei Schiffe beschrieben, mit denen der Fährverkehr abgewickelt worden sein soll. Die Elbe-Traject-Anstalt besaß demnach eine Raddampferfähre namens Lauenburg und einen kleinen Schraubendampfer namens Hohnstorf.
Zum Übersetzen von Güterwagen und Personen wurde das Eisenbahnfährschiff Lauenburg eingesetzt. Das Schiff wurde von der Hamburg-Magdeburger Dampfschiffahrts-Gesellschaft geliefert, der Preis betrug 46.000 Taler. Die Lauenburg war ein Doppelendfährschiff mit zwei Schaufelrädern, die von einer Dampfmaschine mit einer Leistung von 150 PS angetrieben wurden. Das Schiff konnte fünf Güterwagen transportieren. Für den Personentransport waren unter Deck zwei Kajüten vorhanden. Eine Kajüte war den Fahrgästen der ersten und zweiten Klasse vorbehalten, die andere der dritten Klasse. Räume für den Kapitän, einen Postbeamten und die Mannschaft befanden sich neben den Kästen der Schaufelräder. Das Fährschiff hatte kein Ruderhaus. Das Steuer befand sich auf einem Überbau in Schiffsmitte.
Die Hohnstorf übernahm den Fährdienst, wenn die Lauenburg ausgefallen war. Die Güterwagen wurden dann auf einen hölzernen Prahm, der drei Wagen aufnehmen konnte, verladen. Der Prahm wurde längsseits des Schraubendampfers über die Elbe bugsiert.

## Trajektbetrieb
| Jahr | Personen | Güter in Tonnen |
| ---- | -------- | --------------- |
| 1864 | 29.662   | 16.421          |
| 1865 | 35.294   | 23.648          |
| 1866 | 30.966   | 22.134          |
| 1867 | 43.984   | 42.251          |
| 1868 | 39.317   | 54.822          |
| 1869 | 44.243   | 84.386          |
| 1870 | 26.598   | 102.082         |
| 1871 | -        | 150.818         |
| 1872 | -        | 190.709         |
| 1873 | -        | 169.480         |
| 1874 | 27.357   | 178.611         |
| 1875 | 21.497   | 115.317         |
| 1876 | 21.443   | 134.626         |
| 1877 | 23.287   | 142.132         |
| 1878 | -        | -               |

Die Eisenbahnfähren transportierten Güterwagen und Passagiere, die Personenwagen wurden nicht übergesetzt. Während einer zehn- bis zwölfstündigen Einsatzzeit am Tag wurden zwölf Doppelfahrten durchgeführt. Eine einzelne Überfahrt dauerte dabei acht bis zehn Minuten. Die breiten Fähren waren langsam und mussten quer zur Strömung fahren, weshalb sie schwer zu steuern waren.
Die Fahrgäste konnten sich während der Überfahrt auf Deck oder in den dafür vorgesehenen Kabinen aufhalten. Das Be- und Entladen der Fähren war aufwendig. Die Güterwagen wurden mit einer Seilwinde, die von einer Dampfmaschine angetrieben wurde, über eine Rampe mit einem Gefälle von 1:9 herabgelassen oder hinaufgezogen.
Wiederholt kam es zu Betriebsunterbrechungen und Unfällen. Bereits im Dezember des ersten Betriebsjahres schlug die Fähre durch Eisgang auf der Elbe Leck und sank. Die Bergung und Reparatur führte zu einer Einstellung des Trajektbetriebes bis Mitte Januar 1865. Der Rumpf der Fähre wurde bei der Gelegenheit auch gleich verstärkt, um dem Eisdruck in Zukunft besser standhalten zu können. Mehrfach ist die Kette der Winde gerissen und die Güterwagen stürzten in die Elbe. Der Betrieb musste dann bis zur Bergung der Wagen eingestellt werden. Niedrigwasser im Sommer und Herbst sowie Eisgang im Winter beeinflussten den Betrieb regelmäßig.
Die Trajekt-Anstalt entwickelte sich wirtschaftlich nicht wie erhofft und war für die Bahngesellschaften ein Zuschussbetrieb. Der Güterverkehr stieg nach einer Reduzierung der Tarife im Jahre 1868 zwar stark an und führte den Fährbetrieb an seine Grenzen, ein regelmäßiger finanzieller Gewinn aus dem Trajektverkehr blieb aber aus.
Nachteilig auf den Verkehr über die Trajekt-Anstalt wirkten sich der Beitritt Mecklenburgs zum deutschen Zollverein 1868 und die Eröffnung der Eisenbahnbrücke zwischen Harburg, damals noch eine eigenständige Stadt, und Hamburg im Jahr 1872 aus. Die durchgehende Eisenbahnverbindung zwischen Harburg und Hamburg zog einen großen Teil des Personenverkehrs ab. Der Beitritt Mecklenburgs zum deutschen Zollverein wirkte sich negativ auf den Güterverkehr aus, weil dadurch der Zoll entfiel, der im Nord-Süd-Verkehr durch Mecklenburg über die Elbbrücke Wittenberge und die Bahnstrecke Magdeburg–Wittenberge zu entrichten war.

## Eisenbahnbrücke
Die logistischen Grenzen, an die der Fährverkehr gestoßen war, waren neben Betriebsausfällen, Unfällen, Schäden an der Bahnfracht und Beschwerden der Kunden wichtige Gründe für den Bau einer festen Elbüberquerung. Für Hannover hatte sich die Bahnstrecke nach Lübeck zu einer wichtigen Schienenverbindung entwickelt, außerdem war sie der kürzeste Weg zur Ostsee. Mit der Eingliederung des Herzogtums Lauenburg in die Provinz Schleswig-Holstein des Königreichs Preußen im Jahre 1876 waren auch die politischen und militärstrategischen Gründe, die ursprünglich gegen den Bau einer Brücke sprachen, hinfällig geworden.
Zwischen 1876 und 1878 wurde die Elbbrücke Lauenburg von den Preußischen Staatseisenbahnen gebaut. Die Preußischen Staatsbahnen übernahmen die Hälfte der Baukosten, die Lübeck-Büchener Eisenbahn zwei Sechstel und die Berlin-Hamburger Eisenbahn ein Sechstel. Der Eisenbahnverkehr über die Brücke und den neuen 4,38 Kilometer langen Streckenabschnitt Lauenburg–Echem wurde am 1. November 1878 aufgenommen. Das Trajekt stellte am selben Tag den Betrieb ein. Der durchgehende Personen- und Güterverkehr wird seitdem über die Elbbrücke geführt. Über den Streckenabschnitt zwischen Echem und Hohnstorf wurde nur noch der örtliche Güterverkehr abgewickelt.